# وحید حمدی‌نژاد
وحید حمدی‌نژاد (زاده ۱ شهریور ۱۳۶۱) یک بازیکن فوتبال اهل ایران است.